# L'Addolorata (Desolata)
L'Addolorata di Caltanissetta soprannominata anche Desolata dalla popolazione nissena è una scultura realizzata con testa e piedi in cartapesta, mani e scheletro di legno e il rimanente del corpo rivestito di olona ricoperta da uno strato di gesso misto a colla, una tecnica che imita perfettamente una scultura in legno, ma molto leggera.
Costruita nel 1896 dallo scultore napoletano Francesco Biangardi, l'Addolorata è una delle sedici Vare o Gruppi Sacri che sfila in processione il Giovedì Santo a Caltanissetta, nonché una delle più toccanti che sia stata prodotta; è inoltre l'unico Gruppo Sacro composto da un solo personaggio.

## Storia
In diversi paesi della Sicilia solitamente la Vergine addolorata è protagonista del venerdì santo ma a Caltanissetta questo giorno è dedicato interamente da oltre 4 secoli al "Signore della città", quindi la Madonna Addolorata ha trovato il proprio posto il giovedì santo. Non ci è dato sapere se nell'antico Settecento, quando la processione era organizzata dalla confraternita di San Fililpo Neri, ci fosse un'Addolorata tra le cinque Vare proposte; ma è certo che nel 1840, quando la processione venne ripresa da Giuseppe e Michele Alesso con sette nuove vare (numerose altre vare si aggiunsero negli anni successivi, raggiungendo rapidamente il numero di 14), la Madonna Addolorata vi fosse compresa. 
Negli ultimi decenni dell'Ottocento le vecchie Vare vennero sostituite da sedici più nuove. Fu in questo periodo che fu rinnovata anche la vara dell'Addolorata per volere di alcuni mugnai, sensali e bettolieri di Caltanissetta. L'opera fu affidata allo scultore Francesco Biangardi, il cui talento artistico era già ben noto in quanto aveva già realizzato dodici Vare prima di questa. Originariamente il gruppo scultoreo era composto da due personaggi. Oltre alla Madonna infatti, c'era anche un Angelo inviato da Dio per confortare la Vergine. La Vara originaria non piacque al popolo che avrebbe preferito che la Madonna fosse sola. Nel 1905 a causa di un incendio la Vara venne distrutta e rimase integra solo la figura della Vergine. Per volere di Vinai e Carrettieri venne successivamente ricostruita insieme ad un nuovo Angelo dallo scultore Salvatore Cardinale, allievo del Biangardi.
Nel 1943 durante i bombardamenti della Seconda Guerra Mondiale, la Chiesa di Santa Lucia dove il Gruppo Sacro era custodito, venne rasa al suolo e con questa anche la Vara. Furono ritrovati integri soltanto l'Angelo e parte del busto superiore della Madonna.
La sola Addolorata venne lodevolmente ricompattata nel 1973 dallo scultore sancataldese Giuseppe Emma per volere degli Autotrasportatori che divennero i nuovi detentori mentre l'Angelo fu venduto a dei privati.
L'ultimo restauro è stato portato a termine nel 2006.

## Descrizione e stile
La Vara originaria del 1896 era composta dalla Madonna col volto pallido e straziato dal dolore. Il suo volto è rivolto verso l'alto con gli occhi al cielo mentre il pugnale simbolico dei sette dolori le trafigge il cuore.
L'imponente Angelo di due metri teneva in mano un lungo nastro bianco con la scritta Magna est velut mare contritio tua, parole del profeta Geremia che tradotte in italiano stanno a significare "il vostro dolore o gran Vergine è grande come il mare".
Infine, sparsi alla base della Vara, erano presenti anche tutti gli elementi principali della Passione di Cristo: l'asta del Loncino, la colonna della flagellazione e sopra il calice, i flagelli insanguinati, il tamburo, i dadi e la veste di Gesù, la croce in mezzo con la Sacra Sindone e sulla croce era appeso il lanternino di Giuda, la sua borsa, il sudario della Veronica.
L'Addolorata odierna ha mantenuto il volto originale ed è arricchita da un decoroso mantello nero vellutato con bordature e rose in oro.
Ai suoi piedi, il giorno della processione del Giovedì Santo, viene posto un cuscinetto di velluto dove i devoti possono offrire omaggi alla Madonna, simbolo dei loro voti.

### Documentari
- Biangardi: la creazione più bella di Salvatore Riggi, 2024.